# Conus tenuistriatus
Conus tenuistriatus é uma espécie de gastrópode do gênero Conus, pertencente a família Conidae.